# Alberto Desiderio
Alberto Desiderio (Catania, 26 marzo 1973) è un ex giavellottista italiano, campione nazionale di specialità nel 2001.

## Biografia
Alberto Desiderio ha iniziato a praticare l'atletica leggera all'età di quattordici anni, dedicandosi al giavellotto sotto la guida del padre Aldo. Nella sua prima gara, disputata il 20 ottobre 1987, lancia il giavellotto di 600 g a 29,10 m. Nelle successive stagioni diventa primatista regionale da Cadetto nel 1988 (51,14 m), da Allievo nel 1989 (64,04 m) e nel 1990 (67,20 m). Da Junior giunge secondo nel Criterium invernale di lanci (Tirrenia, 8 marzo 1992) con la misura di 71,14 m, alle spalle dell'allora primatista italiano Fabio De Gaspari (72,74 m) e prima di Antonio Ghesini (69,52 m) che deteneva il primato con il vecchio attrezzo. Il 26 luglio del 1992 a Torino conquista il titolo di Campione Italiano Juniores, con la misura di 66,36 m. nel 1995 è Campione Italiano Promesse e nel 1997 partecipa all'Universiade, che si disputa nella sua città di Catania, giungendo quarto con un lancio di 77,42 m, all'epoca seconda prestazione italiana di sempre. Ancora a Catania, allo stadio Cibali, l'8 luglio del 2001, conquista il titolo di Campione Italiano assoluto, scagliando l'attrezzo a 78,01 m. In precedenza, il 19 maggio del 2001, sempre a Catania,  aveva stabilito il suo personale con 80,80 m, a tutt'oggi quinta prestazione italiana di tutti i tempi. 

## Campionati nazionali
- 1 volta campione nazionale assoluto del lancio del giavellotto (2001)
- Oro ai campionati italiani assoluti 2001, lancio del giavellotto - 78,01 m, società Polisportiva Libertas Catania [1]
- 2 titoli invernali (1999 e 2001) ai Campionati italiani invernali di lanci

## Migliori 11 prestazioni nel giavellotto[2]
| Misura (m) | Località         | Data       |
| ---------- | ---------------- | ---------- |
| 80,80      | Catania          | 19-05-2001 |
| 79,13      | Bressanone       | 15-06-2001 |
| 78,01      | Catania          | 08-07-2001 |
| 77,83      | Catania          | 14-04-1998 |
| 77,80      | Catania          | 03-05-2001 |
| 77,76      | Vigna di Valle   | 28-02-1999 |
| 77,42      | Catania          | 28-08-1997 |
| 77,07      | Palma di Maiorca | 13-07-1999 |
| 76,51      | Catania          | 09-05-1998 |
| 76,42      | Pietrasanta      | 03-03-2001 |
| 75,64      | Grosseto         | 12-09-1996 |